# Mortlach
Mortlach es un pueblo canadiense situado en la provincia de Saskatchewan.

## Superficie
Mortlach tiene una superficie de 2,87 km².

## Demografía
En 2021, tenía 274 habitantes, una densidad poblacional de 95,6 hab./km², y 127 viviendas.